# Paolo De Curtis
Paolo De Curtis, CR (falecido em 1629) foi um prelado católico romano que serviu como bispo de Isernia (1600–1606) e bispo de Ravello (1591–1600).

## Biografia
Paolo De Curtis foi ordenado sacerdote na Congregação dos Clérigos Regulares da Divina Providência. No dia 26 de abril de 1591, foi nomeado durante o papado de Gregório XIV como Bispo de Ravello. A 15 de março de 1600, foi nomeado durante o papado de Clemente VIII como Bispo de Isernia, onde serviu como bispo até à sua renúncia em 1606. Faleceu em 1629 em Roma, Itália.

## Sucessão episcopal
Enquanto bispo, foi o principal co-consagrador de:
- Fabrizio Degli Afflitti (1608);
- Girolamo Asteo (1608);
- Michael Consoli (1609);
- Giovanni Antonio Angrisani (1612);
- Lorenzo Landi (1612);
- Alessandro Filonardi (1615);
- Paolo Emilio Filonardi (1616);
- Achille Caracciolo (1616);
- Stephanus Penulatius (1617);
- Andrea Mastrillo (1618);
- Francisco Romero (bispo) (1618);
- Zaccaria della Vecchia (1618);
- Stefano Solis Castelblanco (1618);
- Giambattista Dal Mare (1618);
- Marsilio Peruzzi (1618);
- Giovanni Agostino Gandolfo (1619);
- Alessandro Suardi (1619);
- Jerónimo Venero Leyva (1620);
- Francesco Maria della Marra (1620);
- Paolo Arese (1620);
- Germanicus Mantica (1620);
- Tommaso Ximenes (1620);
- Silvestro Andreozzi (1621);
- Cristoforo Memmolo (1621);
- Bernardo Florio (1621); e
- Paulus Pucciarelli (1621).